# I-dio
i-dio（アイディオ）は、2020年3月に放送終了したVHF-Low帯を使用した日本のマルチメディア放送・インターネットラジオサービス。2016年から東京や大阪など大都市で本放送を開始した。2020年までに日本全国で放送番組を提供する予定であった。しかし2019年10月に中心となって進めてきたエフエム東京（TOKYO FM）が撤退を発表し、2020年3月31日をもって終了した。

## 概要
地上デジタル放送実用化試験放送での有料放送の実施をめぐり、デジタルラジオ推進協会とエフエム東京・エフエム大阪が対立したことが契機となり、エフエム東京によってVHF-Low帯を利用したマルチメディア放送の計画が立ち上げられた。
2012年3月に停波した地上アナログテレビ放送のVHF-Low帯を利用して、2016年3月、東京・大阪・福岡からプレ放送を開始、2016年7月から全国で本放送を順次開始した移動受信用地上基幹放送である。今後順次全国ネットワークを広げていく形となる。i-dioは、エフエム東京の登録商標（商標登録第5814077号）である。
運営形態は衛星基幹放送やVHF-High帯の移動受信用地上基幹放送と同様に、送信設備などを担当する基幹放送局提供事業者と、番組編成を担当する認定基幹放送事業者に、ハードとソフトが分離している。
放送対象地域が全国放送であるVHF-High帯マルチメディア放送のモバキャス/NOTTVがハード・ソフト各1社で運営されていた（2016年6月30日サービス終了）のに対し、広域放送・県域放送のVHF-Low帯は日本全国を6広域圏と北海道とに区分し、1つの基幹放送局提供事業者がハード面を、6つの認定基幹放送事業者がソフト面を担当する。また、事業全体を統括し進めていくための持株会社と、認定基幹放送事業者に放送コンテンツを供給するコンテンツプロバイダーが設定されている。
- 株式会社ジャパンマルチメディア放送 - V-Low帯マルチメディア放送事業統括会社、TOKYO FMの関連会社、2017年6月30日にBIC株式会社から商号を変更
  - 株式会社VIP - 基幹放送局提供事業者（送信事業者）
  - 放送会社6社（ソフト事業者）
    - 北日本マルチメディア放送株式会社 - 北海道地区、東北地区の認定基幹放送事業者
    - 東京マルチメディア放送株式会社 - 関東・甲信越地区の認定基幹放送事業者
    - 中日本マルチメディア放送株式会社 - 東海・北陸地区の認定基幹放送事業者
    - 大阪マルチメディア放送株式会社 - 関西地区の認定基幹放送事業者
    - 中国・四国マルチメディア放送株式会社 - 中国・四国地区の認定基幹放送事業者
    - 九州・沖縄マルチメディア放送株式会社 - 九州・沖縄地区の認定基幹放送事業者
- コンテンツプロバイダー
  - TOKYO SMARTCAST株式会社
  - 株式会社アマネク・テレマティクスデザイン
  - 楽天株式会社（2016年7月1日 - 2017年6月30日）

有料放送だったNOTTVに対しi-dioは無料放送を原則としていた。また、運営に際しては官民ファンドの産業革新投資機構などの出資を受けていた。

## 終了に至る経緯
以前から債務増加等の経営上の問題を指摘されていたが、2019年6月24日付の朝日新聞において、エフエム東京の2019年3月期決算の発表延期と役員一斉退任の原因として、i-dioの運営債務・運営に関わる違反行為にあったと報道されている。
また、ハード事業者であるVIPの決算公告を見ても、2015年から純損失計上及び債務増加の傾向にある。
i-dioの不振について、前掲の朝日新聞の記事では、対応する液晶内蔵端末やスマートフォン用チューナーの市販が行われておらず、現状ではインターネット配信で聴取する必要があること、送信所の設置が当初計画の1割に留まっていることを挙げており、さらにスマートフォンの普及でネットによる映像視聴の定着や、先行ラジオサービスであるradikoが普及しており、類似のサービスを視聴者向けに放送波で行う意義が薄れていると指摘している。
2019年8月21日には第三者委員会による調査報告を発表、i-dioを巡る不正な株取引やそれに伴う不正会計があったことが明らかとなった（エフエム東京#不正会計問題を参照）。
2019年10月8日、エフエム東京はi-dioからの撤退を発表。損失費が回収できず、財務的な限界もあったことから今後同事業への追加の投融資を行わないと取締役会で決定した物で、今後はジャパンマルチメディア放送において、有力な事業パートナー候補との交渉を中心に引き続き事業継続を検討していた。だが、同年12月25日にグループ各社の連名で2020年3月31日をもって放送を終了すると発表した。既に福島県喜多方市、静岡県焼津市、兵庫県加古川市に導入済みのV-ALERTについては2020年4月以降も音声チャンネルを伴ったサービスとして継続して利用自治体に提供していたが、これらについても2022年11月までに順次終了・廃局となっている。
また、エフエム東京以外のi-dio関連事業に関与する企業でも、業績修正や特別損失計上が発生し影響が広がっている。
そして2019年12月25日に、i-dioは2020年3月31日を以て放送を終了すると発表され、その通りにサービスを終了した。
2022年4月19日、エフエム東京はi-dioの事業を推進していた同社の旧経営陣4人に対し、計4億8230万円の損害賠償を求めて、東京地方裁判所に提訴したことを発表した。
2023年10月6日、VIPが株主総会の決議を経て解散。2024年1月12日にはジャパンマルチメディア放送が東京地裁から特別清算開始命令を受ける。同年1月30日にはVIPに対しても同様に特別清算開始命令が出され、運営母体となった企業の整理が進んでいる。

## 放送規格・品質
放送規格として、日本のデジタル放送規格であるISDBの地上デジタル音声放送用規格ISDB-TSBを採用している。放送波として3セグメント形式のOFDMフレーム×2で送信され、音声はMPEG-AACで放送される。またサービス開始前に2016年8月以降にHD Soundと呼ばれる高音質放送を行うことが発表され、2018年7月23日からは96kHzサンプリングHE-AACフォーマットでのハイレゾ級高音質放送「i-dio HQ」が開始された。
また、放送というインフラによるIPデータキャスト技術を使うことにより、音声や映像だけでなく、さまざまなデータを送信することが可能である。たとえば、電子チラシや電子クーポンの配布、リアルタイムの自動音声読み上げ、受信デバイス内のデータ更新、自動車向けテレマティクスサービスの提供などが想定される。放送を利用することにより、災害発生時や大規模イベント開催時の輻輳に影響されることなく、情報提供が可能となる。独自の防災情報システム「V-ALERT」も用意されており、地方公共団体から地域住民に向けた避難情報を、音声やデータで指定したエリアだけに配信する事が可能となっていた。
その一方で、2016年7月からはIPサイマル放送を実施し、i-dioが放送する音声や映像などのデータをコンテンツデリバリネットワークを介して配信を行っている。難視聴対策として、電波が届かないエリアでも通信によって放送を聞くことができるようにしている。基本的にスマートフォンやタブレット端末（iOS、Android）が対象となるが、後述のようにチャンネルによってはパソコンでも聴取出来るようになっていた。

## 主なチャンネル
2019年10月時点で、ソフト事業者である東京マルチメディア放送によるチャンネル5つ、各地域のソフト事業者によるローカルチャンネルが東海・北陸、関西、九州・沖縄の3地域で各1つずつ放送され、北海道・東北地区または中国・四国地区では各エリア内のFM局のサイマル放送が行われていた。

### 全国向けチャンネル
i-dio Selection
東京マルチメディア放送による24時間ノンストップの音楽チャンネル。クラシック、ジャズ、マスターピース（各種洋楽の名曲）の3チャンネルを用意している。
2018年7月23日からはこれに加えてハイレゾ級音声放送専門チャンネル「i-dio HQ Selection」を関東甲信越地域で開局、毎日17時から18時にミュージックストア「OTOTOY」とのコラボレーションで放送するハイレゾ音源番組『OTOTOY RADIO』を放送している（それ以外の時間帯はマスターピースチャンネルのサイマル放送）。今後ハイレゾコンテンツの時間帯や放送エリアの拡大を予定している。
アニソンHOLIC
東京マルチメディア放送によるアニメソング専門チャンネル。2017年11月6日開局。選曲AI「アニホリちゃん」がリスナーからの投票やインターネット上のデータを元に選曲して曲をかけ続けるもので、投票によってかける曲を決めるアニソン対決番組『アニコロ』のナビゲーターは天津・向清太朗とMachicoが、アニホリちゃんの声は高野麻里佳が担当する。
Voice Road Channel
東京マルチメディア放送による自動車ユーザー向けチャンネル。2019年5月20日開局。Amanekチャンネルの実質的な後継チャンネルで、カーライフの最新情報、ドライブミュージック、気象やスポーツなどの情報を提供し、番組ナビゲートはロボットアナウンサーの「キミノミライ」と「アスノタスケ」が担当する。

### ローカルチャンネル
KANSAIチャンネル
大阪マルチメディア放送による、関西地区のローカルチャンネル。平日夜にオリジナル番組として『KANSAI LIVE VIEWING』を放送するほか、それ以外の時間ではFM OSAKAのサイマル放送を行う。
Qリーグチャンネル
九州・沖縄マルチメディア放送による、九州・沖縄地区のローカルチャンネル。土曜朝にオリジナル番組として、FM FUKUOKAの平日朝ワイド番組『モーニングジャム』の週末版『ウィークエンドジャム』を放送するほか、それ以外の時間ではFM FUKUOKA（一部の時間帯ではFMQリーグ所属各局の番組）のサイマル放送を行う。
TRAN・Jチャンネル
中日本マルチメディア放送による、東海・北陸地区のローカルチャンネル。2016年7月1日に名古屋局（東海3県）でプレ開局し、8月1日より本放送を開始、以後静岡及び北陸地方にエリアを拡大するほか、IPサイマル放送ではプレ開局時から東海・北陸7県で聴取が可能となる。域内のJFN加盟各局制作によるオリジナル番組を放送するほか、@FMのサイマル放送も実施する。
この他、北日本マルチメディア放送の管轄エリアである北海道・東北地方、中国・四国マルチメディア放送の管轄エリアである中国・四国地方では、エリア内のJFN加盟局のサイマル放送を行っている。
- 北日本マルチメディア放送：Air-G'、FM青森、FM岩手、Date fm、FM秋田、Rhythm Station、ふくしまFM[22]
- 中国・四国マルチメディア放送：V-Air、FM岡山、HFM、FMY、FM徳島、FM香川、JOEU-FM、Hi-Six[27]

### 過去のチャンネル
TS ONE
TOKYO SMARTCASTによる、i-dioのフラッグシップと位置づけられた高音質音楽チャンネル。デジタル地上波では最高音質となる音楽や世界のニュース・カルチャーを発信する。ミュージシャンや音楽評論家など、音楽を知り尽くした一級のDJの選曲による『PREMIUM ONE』、Billboard JAPANの最新チャートを発表する『HITS ONE powered by Billboard JAPAN』『Billboard JAPAN HOT 100』、天候や国内外の時事を反映させて音楽を提供する『ONE MORNING』、国内外の自然音と音楽をコラージュした『SOUND SCAPE』などが番組として編成されている。
音楽を流すだけでなく、聴取アプリではリアルタイムでデータ放送が配信され、流れている楽曲の情報や購入先へのリンクも表示された。2016年7月には本開局と共に専用のプレイヤーアプリ「TS PLAY」を提供し、より多くの楽曲情報や電子クーポンなどを受け取れるようにした。2017年4月からはi-dioのサービスを開始していないエリアを含めた日本全国でもTS ONE専用アプリでインターネットを介して聴取出来るようになるほか、専用聴取アプリのWindows版の提供も行われた。2018年6月1日にはこれまで並立していたTS PLAYとi-dio視聴アプリの機能統合・一本化した。
2019年9月30日 23時55分をもって放送が終了した。
COUNTDOWN FRIDAY 飯田里穂のオールアニソンTOP20
2017年4月7日からスタートした、毎週金曜20時からの2時間の生放送番組。パーソナリティは声優の飯田里穂。オリコンCDアニメシングルランキングを使用したカウントダウン番組となっていた。初回の水瀬いのり を皮切りに、ゲストも多く登場した。
2019年7月26日の第120回をもって番組は終了した。
TS ONE UNITED
2017年10月から、毎月、月替わりでアイドル、アーティスト、声優などのジャンルで「今」注目すべき人物8組がパーソナリティを務める60分番組『TS ONE UNITED』の放送を開始した。
2018年4月からは、毎月2組が担当する形式に変更され、2019年1月からは毎月3組が担当するようになった。
2019年4月からは水曜日については「81 Wednesday」として声優事務所の81プロデュース所属の声優が月替わりで担当するとされた。しかし、2019年6月をもって『TS ONE UNITED』の枠は終了した。
TS ONE UNITED 配信番組
| 配信月 | 番組名（出演者） |
| 2017年 | 2017年 |
| ------ | --- |
| 10月   | 伊藤美来のワタシイロ（出演：伊藤美来）[34] 内田雄馬の5回で終わります!（出演：内田雄馬）[34] 大関れいかのハタチのココロ（出演：大関れいか）[34] 96猫のR2O（出演：96猫）[34] ノザキがプロデュース（出演：ノザキくん）[34] はじめまして、CUBERSです。（出演：CUBERS）[34] 風男塾の笑ってナイト!（出演：風男塾）[34] わーすたのわーるどすたんだーどえふえむ ver 2.0（出演：わーすた）[34] |
| 11月   | A応Pの君氏もっと近づいて!（出演：A応P）[37] 尾崎由香のぴゅあタイム（出演：尾崎由香）[37] GANG PARADE 〜takes themselves higher!!〜（出演：GANG PARADE）[37] けやき坂46 〜けやき坂46の、はじめまして!〜（出演：けやき坂46）[37] 寺嶋由芙のしゃべりまくる1時間（出演：寺嶋由芙）[37] 平松の取扱説明書（出演：平松可奈子）[37] U-KISS UNITED KISS（出演：U-KISS）[37] レイターズ ま〜ちんの夜はこれから?（出演：ま〜ちん（レイターズ））[37]                                                    |
| 12月   | 愛美のPerfect Monday（出演：愛美）[38] アンジュルム川村文乃のアヤノの夜明けは近いぜよ!（出演：川村文乃（アンジュルム））[38] 石川界人のTwitter始めました（初心者）!（出演：石川界人）[38] 黒猫チェルシーのベベベベイビーユー!（出演：黒猫チェルシー）[38] ぜんぶ君のせいだ。のせきらららゆないてっど（出演：ぜんぶ君のせいだ。）[38] ちゃそナイトーク!!（出演：ゆーちゃそ王子） ゆうたろうの夜更かししてみよ?（出演：ゆうたろう）[38] lolのミンナ二アイタイキモチ in WINTER（出演：lol）[38] |
| 2018年 | |
| 1月    | 伊藤彩沙のこんあやさナイト!（出演：伊藤彩沙）[39] 江野沢愛美のmanaminutes（出演：江野沢愛美）[39] オメでたい頭でなによりのオメあんっ♡リミテッド（出演：オメでたい頭でなにより）[39] GARNiDELiAの新年から飛ばしていきまっしょう!スペシャル!!（出演：GARNiDELiA）[39] CODE-Vの“2018年も、V!V!行きます!（出演：CODE-V）[39] 春奈るなの森（出演：春奈るな）[39] ゆるめるモ!の俺たちのユートピア!（出演：ゆるめるモ!）[39] 吉田凜音の凜の字は示じゃなくて禾の凜（出演：吉田凜音）[39]             |
| 2月    | 滝沢カレンの迷い込んでもいいんじゃない!（出演：滝沢カレン）[40] 東京パフォーマンスドールのTSサミット! 〜略してTPDのTSS〜（出演：東京パフォーマンスドール）[40] 中島愛の“愛が止まらない!（出演：中島愛）[40] 西本りみのチョコっとおりみさん（出演：西本りみ）[40] 林部智史のIチョイス（出演：林部智史）[40] BAND-MAIDの世界征服（出演：BAND-MAID）[40] プロダクション江口壮馬（出演：江口拓也、斉藤壮馬）[40] ほわどるMUSICシチュエーション（出演：WHY@DOLL）[40]                             |
| 3月    | 石川雄馬のYU-KAIな対決（出演：石川界人、内田雄馬）[41] STU48の瀬戸内ユナイテッド（出演：STU48）[41] 大塚紗英、おやすmistyの前に（出演：大塚紗英）[41] 大橋彩香のNOISY LOVE HOUR☆（出演：大橋彩香）[41] 清原翔の夜のひとり酒（ゆるめ）（出演：清原翔）[41] 豊永利行の時間（出演：豊永利行）[41] BiSのANARCHY iN THE RADiO（出演：BiS）[41] 僕の声、ちゃんと聞こえてますか?再び（出演：焚吐）[41]                                                                                              |
| 4月    | 内田真礼のアルバム出すってよ（出演：内田真礼）[42] THE EMPiRE STRiKES START!!（出演：EMPiRE）[42] |
| 5月    | 戸松遥、カラフルレボリューション!（出演：戸松遥）[43] 〜春一番がぼくの声〜（出演：春ねむり）[43] |
| 6月    | 斉藤壮馬のアセンションプリーズ♡（出演：斉藤壮馬）[44] lyrical schoolのWORLD'S END（出演：lyrical school）[45] |
| 7月    | 伊藤彩沙のこんあやさナイト!〜せかんどシーズン〜（出演：伊藤彩沙）[46] 脇田もなりのSmile Voice（出演：脇田もなり）[46] |
| 8月    | 堀江瞬の取り扱い説明書（出演：堀江瞬）[47] NEORDER UNITED（出演：ぜんぶ君のせいだ。）[47] |
| 9月    | フィロソフィーのダンスのストップ・メイキング・センス（出演：フィロソフィーのダンス）[48] KEVINのFUN FAN FUN（出演：KEVIN）[48] |
| 10月   | 寺島拓篤のNameless Radio（出演：寺島拓篤）[49] amiinAとRide on Caravan 〜半蔵門からこんばんは!〜（出演：amiinA）[49] |
| 11月   | ヤなことそっとミュート のRadio THE GATE（出演：ヤなことそっとミュート）[50] 男劇団 青山表参道Xの全力で遊ぼう!（出演：男劇団 青山表参道X）[50] |
| 12月   | 降幡愛の愛とかいて“ラブ”とよむ（出演：降幡愛）[51] BiS のANARCHY iN THE RADIO 2（出演：BiS）[51] |
| 2019年 | |
| 1月    | FANTASTICSのトークトークトーク（出演：FANTASTICS from EXILE TRIBE）[52] lyrical schoolのTokyo Burning（出演：lyrical school）[52] 諏訪ななかのなないろは（出演:諏訪ななか）[52] |
| 2月    | 黒崎真音のMUSIC ROAR（出演：黒崎真音）[53] そして、また、、BILLIE IDLE®（出演：BILLIE IDLE®）[53] 小野賢章のザ・ケンショウ with SOMECITY（出演：小野賢章）[53] |
| 3月    | 〜佐藤日向のひなぷれ〜（出演：佐藤日向）[54] CY8ERのガチマジラジオ「サイラジ」（出演：CY8ER）[54] 降幡愛の愛とかいて“ラブ”とよむ〜セカンドシーズン〜（出演：降幡愛）[54] |
| 4月    | フィロソフィーのダンスのストップ・メイキング・センス season2（出演：フィロソフィーのダンス）[35] 伊藤彩沙のこんあやさナイト!さーどシーズン（出演：伊藤彩沙）[35] 81 Wednesday! 江口拓也の完熟漢塾（出演：江口拓也）[35] |
| 5月    | 生田輝のてるとTonight☆（出演：生田輝）[55] さくらシンデレラパッション（出演：さくらシンデレラ）[56] 81 Wednesday! 田中あいみのあいみゅ〜じっく（出演：田中あいみ）[57] |
| 6月    | 七海ひろきの☆でぃあれすと☆（出演：七海ひろき）[58] lyrical schoolの火曜ロードショウRADIO（出演：lyrical school）[58] 81Wednsday 伊東健人のヒーリングトーキング（出演：伊東健人）[58] |
Amanekチャンネル
アマネク・テレマティクスデザインによる日本初のモビリティ向け専用ラジオチャンネル。開局当初は紹介番組のみとなっていたが、2016年7月より専用アプリを提供して本放送を開始した。ドライバー向けの高音質音楽とアナウンサーによる天気情報や『キュレーションマガジンantenna』と連携したドライバーのための情報提供と共に、GPSの位置情報と連動し、IPデータキャストと自動音声読み上げシステムによるエリア単位でのリアルタイムの気象情報や観光情報を提供する。
2019年4月21日をもって放送を休止。
i-dio Creators Ch.
i-dio開始と共に開局した、東京マルチメディア放送による映像チャンネル。クリエイターとの共創を目指しており、ショートムービーやアニメを中心とした編成となっている。2017年11月5日をもって放送終了。
Crimson FM
楽天が運営するインターネットラジオプラットフォーム「Rakuten.FM」内のチャンネルで、2016年7月1日の放送開始と共にi-dioでも放送を開始した。楽天とTOKYO FMグループによる協業チャンネルで、リスナーの聴取データに基づき番組を編成し、テクノロジー情報などを取り上げた番組や世界の音楽フェスティバルを取り上げた番組などが編成される。なお媒体の性質上、i-dioではマルチメディア放送のみ受信可能で、インターネット経由ではRakuten.FM側を使う（専用スマートフォンアプリまたはWebブラウザを使用する）ためi-dioのアプリでは聴取はできない。
楽天による事業見直しでRakuten.FMのサービスが2017年8月末で終了するのを受けて、同年7月1日2時（番組編成上は6月30日深夜）をもって放送終了した。
八六東京チャンネル
TOKYO FM、TOKYO SMARTCAST、日本空港ビルデングが展開するインバウンドプロジェクト「八六東京」の一つとして、Shanghai Media Groupの協力を受けてTOKYO SMARTCASTが2018年2月12日に放送を開始した、訪日中国人観光客向けの中国語放送チャンネル。
2019年6月30日をもって放送を終了した。

## 対応機種

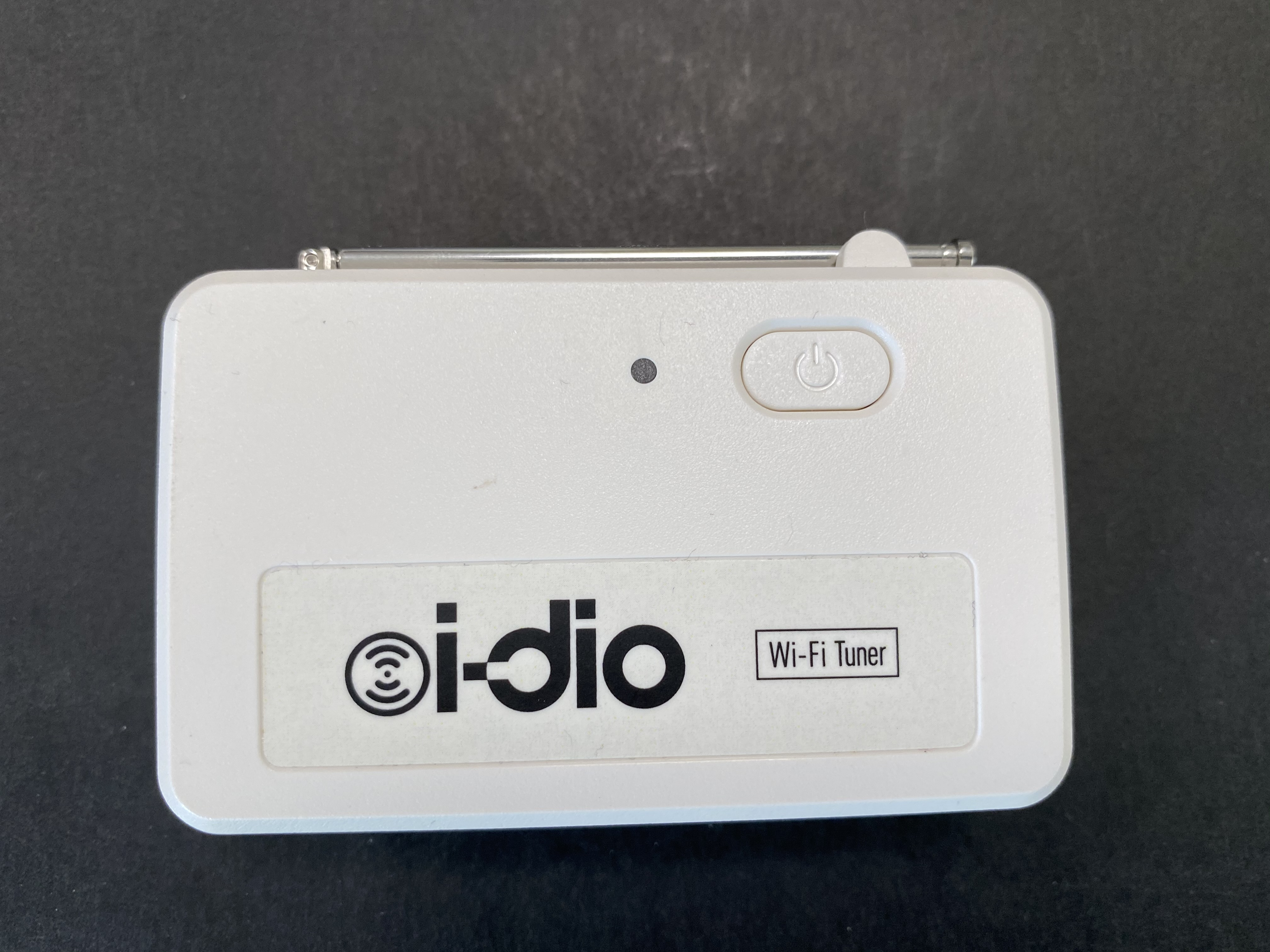
i-dio Wi-Fi Tuner「TUVL01」（日本アンテナ）

一般家庭向けに公式に発売された機種は以下である。ただし、防災ラジオはV-ALERTを導入した自治体の住民のみ入手可能であり、それ以外の機種は2019年7月現在、新品の入手ができない状況にある。ただ、一部のPC接続型の地上波デジタルチューナーで放送波の受信自体は可能であることが実証され、そのツールが公開されている。このツールとともにVLCメディアプレーヤーなどと使用することで、音声の聴取が可能である。
- i-dio Phone「CP-VL5A」（コヴィア） - マルチメディア放送/FMラジオ/ワンセグ3波チューナー内蔵Androidスマートフォン。
- i-dio Wi-Fi Tuner「TUVL01」（日本アンテナ） - Android/iOS端末と無線LANで接続し、スマートフォンやタブレット端末で操作・聴取することができる。当初は公式サイトでモニター募集し、モニターに当選した人に無償配布。2016年5月13日よりECサイトでの一般販売を開始。高さ：約4.4 cm（アンテナ含まず）×横：約7.2 cm×厚さ：約2.2 cm。
- 車載用TunerBox「AMNK-T01」（バイテック・システムエンジニアリング）
- 防災ラジオ MeoSound VL1「MS-VL1」（加賀ハイテック）
- 防災ラジオ MeoSound VL2「MS-VL2」（加賀ハイテック）

## 送信所
当初は段階的に開局を進め、2019年7月までに大中規模地上基幹放送局62局、小規模地上基幹放送局133局を整備し、2019年度に世帯カバー率78.3%を目指す予定 であった。しかし、「受信端末の普及が遅れているために開設計画で定めた中継局の整備は出来ない」と2019年4月に株式会社VIPが総務省に報告を行っている。
- 2016年
  - 3月1日：東京・大阪・福岡で放送開始
  - 7月1日：名古屋で放送開始[24]
  - 7月8日：神奈川湘南・西部エリアで放送開始
  - 10月14日：静岡中部で放送開始[72]
- 2017年
  - 3月17日：静岡西部で放送開始[73]
  - 7月10日：兵庫西部で放送開始
  - 10月10日：東京西部で放送開始
- 2018年
  - 5月1日：宮城・福島で放送開始
  - 6月26日：広島で放送開始[27]
- 2019年
  - 4月1日：北海道で放送開始[74]
  - 10月12日：神奈川秦野局が台風19号の影響による回線障害で放送停止[75] 10月20日復旧

親局に割り当てられたコールサインはJOLZ-MM#で、#には数字1文字が入る。周波数はエリアごとに101.285714MHzと105.428571MHzのいずれかが用いられている。放送は上述のように3セグメントx2で行われているが、無線局免許自体は3セグメントx3の帯域で与えられており、放送波自体は3セグメントx3で送信されていた。
表中の太字は各地域の親局。
| 局名                                                                                    | 所在地                                                                    | 空中線電力                                                                | 実効輻射電力                                                              | 放送区域                                                                  | 予備免許交付日                                                            | 開局日                                                                    |
| 北海道（105.428571 MHz/JOLZ-MM1、ソフト事業者：北日本マルチメディア放送）               | 北海道（105.428571 MHz/JOLZ-MM1、ソフト事業者：北日本マルチメディア放送） | 北海道（105.428571 MHz/JOLZ-MM1、ソフト事業者：北日本マルチメディア放送） | 北海道（105.428571 MHz/JOLZ-MM1、ソフト事業者：北日本マルチメディア放送） | 北海道（105.428571 MHz/JOLZ-MM1、ソフト事業者：北日本マルチメディア放送） | 北海道（105.428571 MHz/JOLZ-MM1、ソフト事業者：北日本マルチメディア放送） | 北海道（105.428571 MHz/JOLZ-MM1、ソフト事業者：北日本マルチメディア放送） |
| --------------------------------------------------------------------------------------- | ------------------------------------------------------------------------- | ------------------------------------------------------------------------- | ------------------------------------------------------------------------- | ------------------------------------------------------------------------- | ------------------------------------------------------------------------- | ------------------------------------------------------------------------- |
| 札幌                                                                                    | 北海道札幌市西区 （手稲山）                                               | 5 kW                                                                      | 29 kW                                                                     | 札幌市とその周辺の一部                                                    | 2018年3月12日                                                             | 2019年4月1日                                                              |
| 東北広域圏（101.285714 MHz/JOLZ-MM2、ソフト事業者：北日本マルチメディア放送）           |                                                                           |                                                                           |                                                                           |                                                                           |                                                                           |                                                                           |
| 仙台                                                                                    | 宮城県仙台市太白区                                                        | 4 kW                                                                      | 25 kW                                                                     | 仙台市を中心とした宮城県の一部                                            | 2017年11月17日                                                            | 2018年5月1日                                                              |
| 喜多方                                                                                  | 福島県喜多方市                                                            | 1.8 kW                                                                    | 5.6 kW                                                                    | 喜多方市を中心とした福島県の一部                                          | 2017年11月17日                                                            | 2018年5月1日                                                              |
| 関東・甲信越広域圏（105.428571 MHz/JOLZ-MM3、ソフト事業者：東京マルチメディア放送）     |                                                                           |                                                                           |                                                                           |                                                                           |                                                                           |                                                                           |
| 東京                                                                                    | 東京都港区芝公園 （東京タワー）                                           | 10 kW                                                                     | 70 kW                                                                     | 東京都、茨城県、埼玉県、千葉県、神奈川県の一部                            | 2015年7月13日                                                             | 2016年3月1日                                                              |
| 東京西                                                                                  | 東京都西多摩郡檜原村                                                      | 2 kW                                                                      | 7.5 kW                                                                    | 東京都西部エリア、埼玉県の一部                                            |                                                                           | 2017年10月10日                                                            |
| 秦野                                                                                    | 神奈川県秦野市                                                            | 2 kW                                                                      | 7.8 kW                                                                    | 神奈川県湘南・西部エリア                                                  |                                                                           | 2016年7月8日                                                              |
| 東海・北陸広域圏（101.285714 MHz/JOLZ-MM4、ソフト事業者：中日本マルチメディア放送）     |                                                                           |                                                                           |                                                                           |                                                                           |                                                                           |                                                                           |
| 静岡                                                                                    | 静岡県焼津市                                                              | 1 kW                                                                      | 6.6 kW                                                                    | 静岡県中部                                                                | 2016年8月25日                                                             | 2016年10月14日                                                            |
| 浜松                                                                                    | 静岡県浜松市                                                              | 1 kW                                                                      | 6.3 kW                                                                    | 静岡県西部                                                                | 2017年1月6日                                                              | 2017年3月17日                                                             |
| 名古屋                                                                                  | 三重県桑名市 （多度山）                                                   | 10 kW                                                                     | 110kW                                                                     | 愛知県、岐阜県、三重県の一部                                              | 2016年2月18日                                                             | 2016年7月1日                                                              |
| 近畿広域圏（105.428571 MHz/JOLZ-MM5、ソフト事業者：大阪マルチメディア放送）             |                                                                           |                                                                           |                                                                           |                                                                           |                                                                           |                                                                           |
| 大阪                                                                                    | 奈良県生駒市 （生駒山）                                                   | 10 kW                                                                     | 26 kW                                                                     | 大阪府、京都府、奈良県、兵庫県の一部                                      | 2015年10月16日                                                            | 2016年3月1日                                                              |
| 加古川                                                                                  | 兵庫県加古川市                                                            | 1 kW                                                                      | 3.3 kW                                                                    | 兵庫県の一部                                                              | 2017年5月19日                                                             | 2017年7月10日                                                             |
| 中国・四国広域圏（101.285714 MHz/JOLZ-MM6、ソフト事業者：中国・四国マルチメディア放送） |                                                                           |                                                                           |                                                                           |                                                                           |                                                                           |                                                                           |
| 広島                                                                                    | 広島県広島市                                                              | 1 kW                                                                      | 2.2 kW                                                                    | 広島市及びその周辺の一部                                                  | 2017年12月18日                                                            | 2018年6月26日                                                             |
| 九州・沖縄広域圏（105.428571 MHz/JOLZ-MM7、ソフト事業者：九州・沖縄マルチメディア放送） |                                                                           |                                                                           |                                                                           |                                                                           |                                                                           |                                                                           |
| 福岡                                                                                    | 福岡県福岡市早良区百道浜 （福岡タワー）                                   | 3 kW                                                                      | 10.5 kW                                                                   | 福岡県の一部                                                              | 2015年6月12日                                                             | 2016年3月1日                                                              |
| 宗像                                                                                    | 福岡県宗像市                                                              | 2W                                                                        | 3.1W                                                                      | 福岡県の一部                                                              | 2015年9月10日                                                             | 2016年3月1日                                                              |
| 北九州                                                                                  | 福岡県北九州市八幡東区                                                    | 250W                                                                      | 970W                                                                      | 福岡県の一部                                                              | 2015年12月17日                                                            | 2016年3月1日                                                              |
| 久留米                                                                                  | 佐賀県鳥栖市                                                              | 1 kW                                                                      | 1.5 kW                                                                    | 福岡県、佐賀県の一部                                                      | 2015年12月17日                                                            | 2016年3月1日                                                              |